# Marc Athanase Parfait Œillet Des Murs
Marc Athanase Parfait Œillet des Murs (18 april 1804 in Parijs - 25 februari 1894, Nogent-le-Rotrou Eure-et-Loir) was een Franse jurist, politicus en amateurornitholoog.

## Biografie
In 1830 werd Des Murs actief in de magistratuur. In 1841 was hij als jurist verbonden aan het Franse hof van cassatie. In 1846 trok hij zich echter terug op het kasteel Château St. Jean bij het stadje Nogent-le-Rotrou in het departement Eure-et-Loir. Hij liet dit kasteel uitgebreid restaureren. Tussen 1860 en 1868 was hij de burgemeester van Nogent-le-Rotrou. Nadat hij een groot deel van zijn kapitaal in de restauratie van het kasteel had gestoken, verkocht hij het in 1885.

## Zijn naam
"Des Murs" is Frans voor van de muren en  "Œillet" betekent tuinanjer of iedere andere anjer uit het geslacht Dianthus. Zijn auteursnaam is Des Murs.

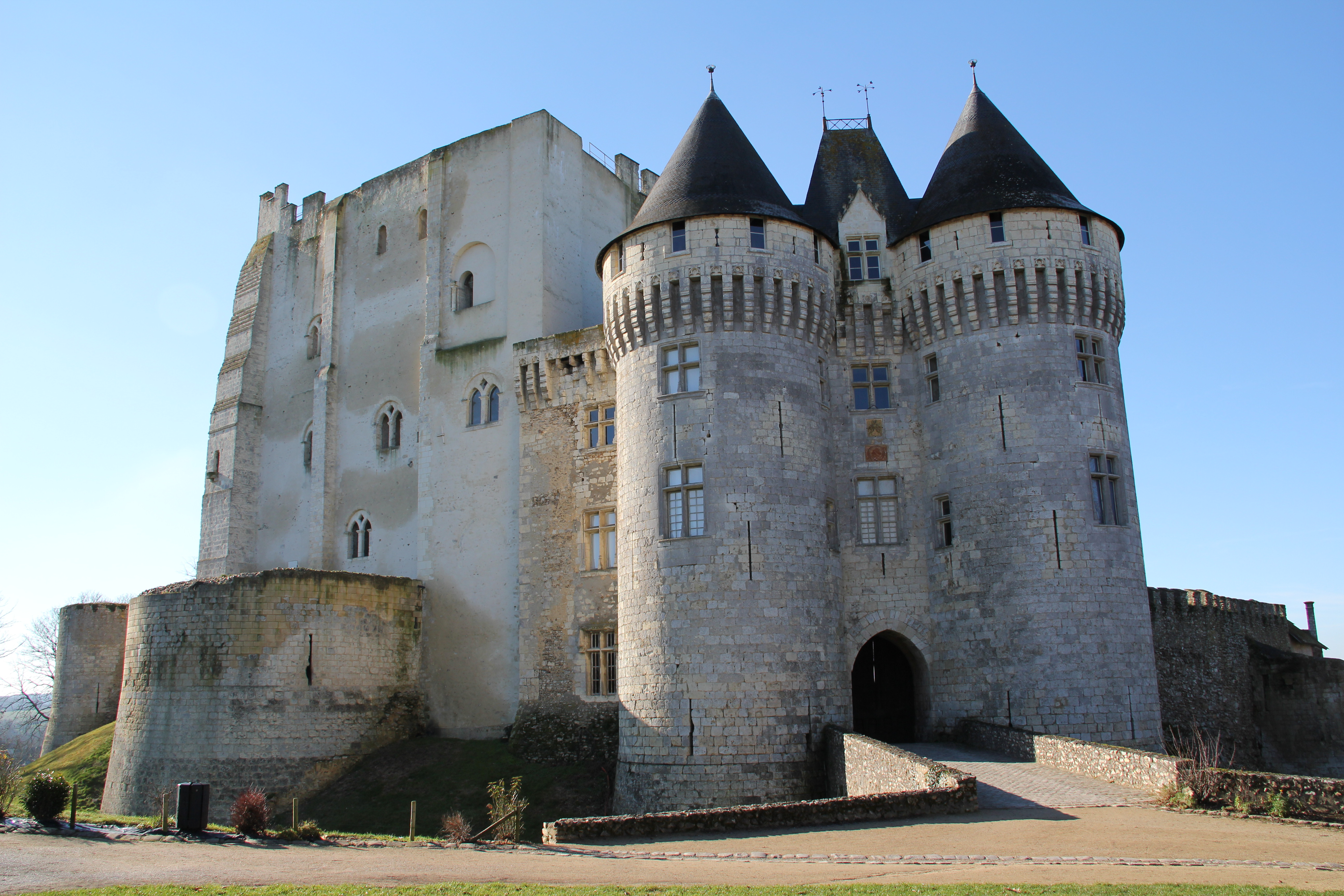
Château Saint-Jean
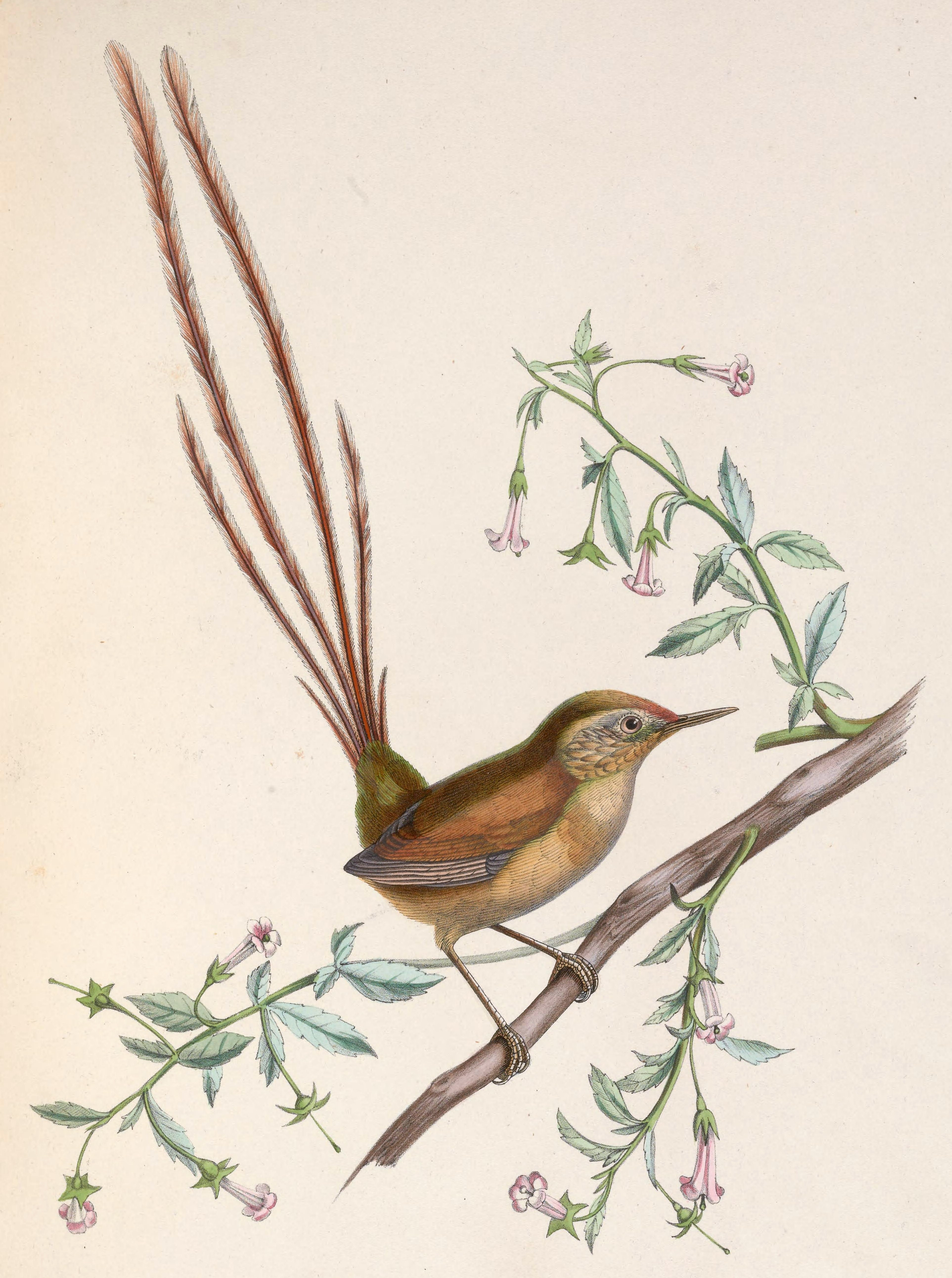
Ingekleurde litho van de nandoesluiper uit Iconographie Ornithologique

## Zijn bijdrage aan de ornithologie
Hij publiceerde veel, ook over bijvoorbeeld historische onderwerpen. Hij is voor de ornithologie onsterfelijk geworden door een aantal boeken met fraaie, met de  hand ingekleurde litho's.
- 1849. Iconographie Ornithologique een boek met afbeeldingen en beschrijvingen van vogels.
- 1855. Het vogelkundige deel van Voyage autour du monde sur la frégate la Vénus: Zoologie, samen met Florent Prévost. Hierin worden diverse nieuwe soorten beschreven.
- 1860.   Traité général d’oologie ornithologique au point de vue de la classification
- 1862. Leçons élémentaires sur l'histoire naturelle des oiseaux in samenwerking met Jules Verreaux en Jean-Charles Chenu.

In 2013 staan op de IOC World Bird List 14 vogelsoorten die door Des Murs zijn beschreven zoals de nandoesluiper (Sylviorthorhynchus desmurii). Daarnaast beschreef hij samen met Verreaux 7 soorten waaronder Beaudouins slangenarend (Circaetus beaudouini) en samen met Prévost onder andere de schubkapmierpitta (Grallaria guatimalensis).
- Bibliothèque nationale de France: cb126014642 (data)
- Gemeinsame Normdatei: 102465703
- International Standard Name Identifier: 0000 0000 7990 3253
- Library of Congress Control Number: nr2004036596
- Nationale bibliotheek van Australië: 35302280
- Nationale Bibliotheek van Israël: 987007292166105171
- Réseau des bibliothèques de Suisse occidentale: 02-A000050020
- Système universitaire de documentation: 057427526
- Trove: 903975
- Virtual International Authority File: 34845447
- WorldCat: E39PBJqw8k93bYW7ct4gQQpwYP